# Église Saint-Jean-Baptiste de Saint-Jean-de-Braye
L’église Saint-Jean-Baptiste est une église catholique située à Saint-Jean-de-Braye, en France.

## Localisation
L'église est située dans le département français du Loiret, sur la commune de Saint-Jean-de-Braye.

## Historique
L'édifice est classé au titre des monuments historiques en 1910.

## Notes et références

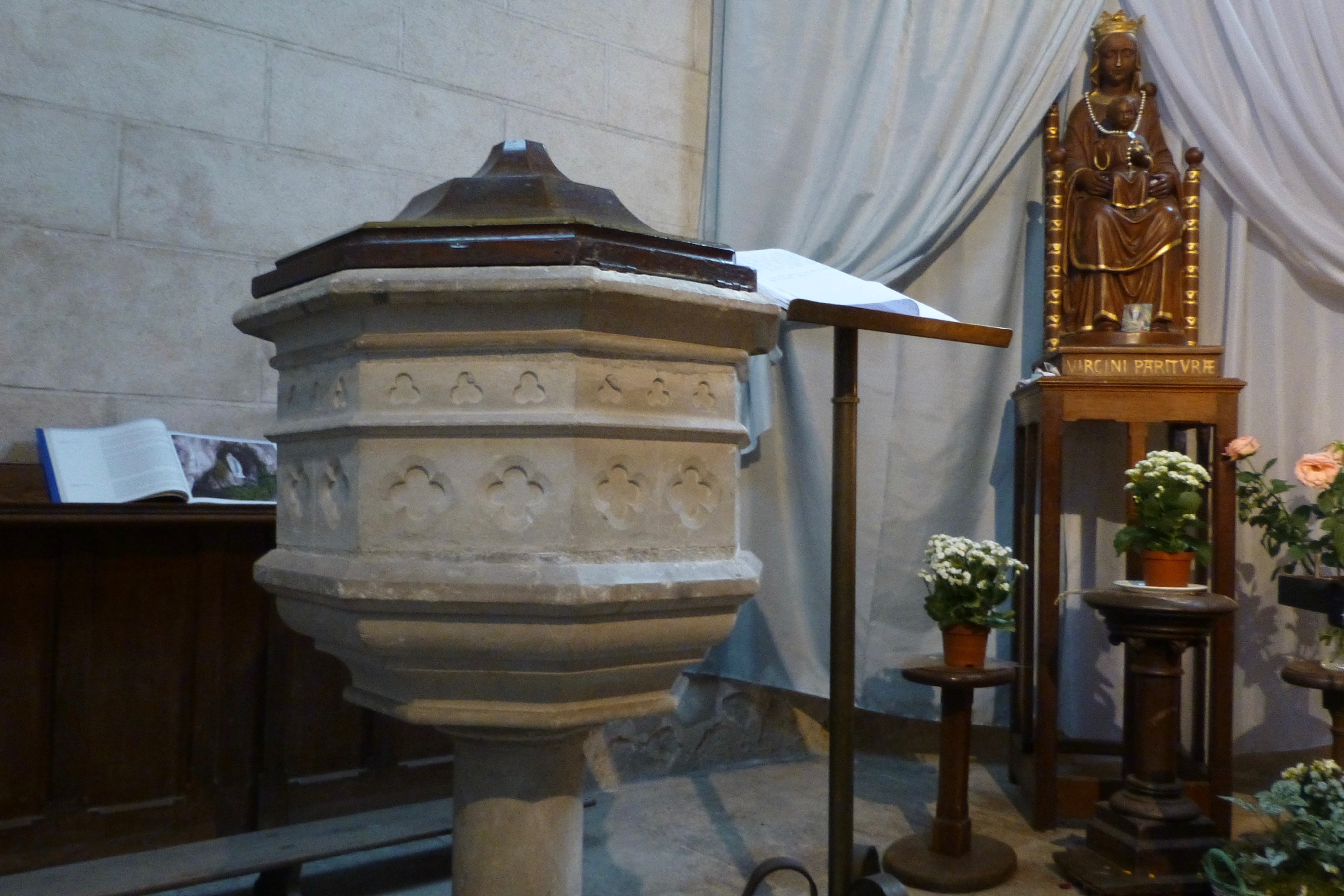
Baptistère de l'église Saint-Jean Baptiste de Saint-Jean de Braye (banlieue Est d'Orléans, France)

## Pour approfondir